# ستار تريك: ديسكفري
العرض الأول كان في 19 سبتمبر 2017 ، قبل بثه لأول مرة على شبكة سي بي اس و سي بي اس أول اكسس يوم 24 سبتمبر. وعرض الموسم الثالث في 15 أكتوبر من سنة 2020 وانتهى عرضه في 7 يناير 2021 بمجموع 13 حلقة.

## نبذة
تقع الأحداث ما يقرب من عشر سنوات قبل أحداث ستار تريك: السلسلة الأصلية, يعرض  العائلات الكلينغونية  المتحدة في حرب مع اتحاد الكواكب و التي يشارك فيهاطاقم حاملة الطائرات ديسكفرى.

## الطاقم و الشخصيات
- سونكيا مارتين جرين في دور مايكل بيرنهام: اختصاصي العلوم عل متن السفينة ديسكفري. كانت بيرنهام أول ضابط في السفينة الحربية الأمريكية ، حيث تمت الإشارة إليها باسم «رقم واحد» لتكريم شخصية بنفس الاسم قام بدوره ماجل باريت في الحلقة الأولي من مسلسل ستار تريك الأصلي بعنوان «ذا كيج».
- دوغ جونز في دور سارو: ضابط أول في سفينة يو إس إس ديسكفري ، وكان سارو سابقا مسؤول العلوم في سفينة يو إس إس شنتشو. سارو هو أول كاليبين يدخل أسطول ستارفليت.
- شازاد لطيف في دور آش تايلر:كلينجونيخضع لعملية جراحية ليصبح مثل البشري تايلر، رئيس الأمن لسفينة يو إس إس ديسكفري. يعتقد تايلر أنه محتجز كأسير حرب من قبل الكلينجون.
- أنتوني راب في دور بول ستاميتس: كبير المهندسين على متن سفينة يو إس إس ديسكفري ومسؤول العلوم المتخصص في علم الفلك (دراسة الفطريات في الفضاء) التي أدت أبحاثها إلى تطوير نظام دفع عضوي تجريبي في سفينة يو إس إس. مستوحاة شخصية من قبل طبيب قلب واقعي يحمل نفس الاسم.
- ماري وايزمان في دور سيلفيا تيلي: طالبة في عامها الأخير في أكاديمية ستارفليت ، تم تخصيصها للعمل علي سفينة يو إس إس ديسكفري. تعمل تحت إدارة ستيميتس على متن السفينة، و هي شريكة الغرفة مع برنهام.
- جيسون إيزاكس في دور غابرييل لوركا: قائد السفينة سفينة يو إس إس ديسكفري ، «ضابط عسكري لامع».

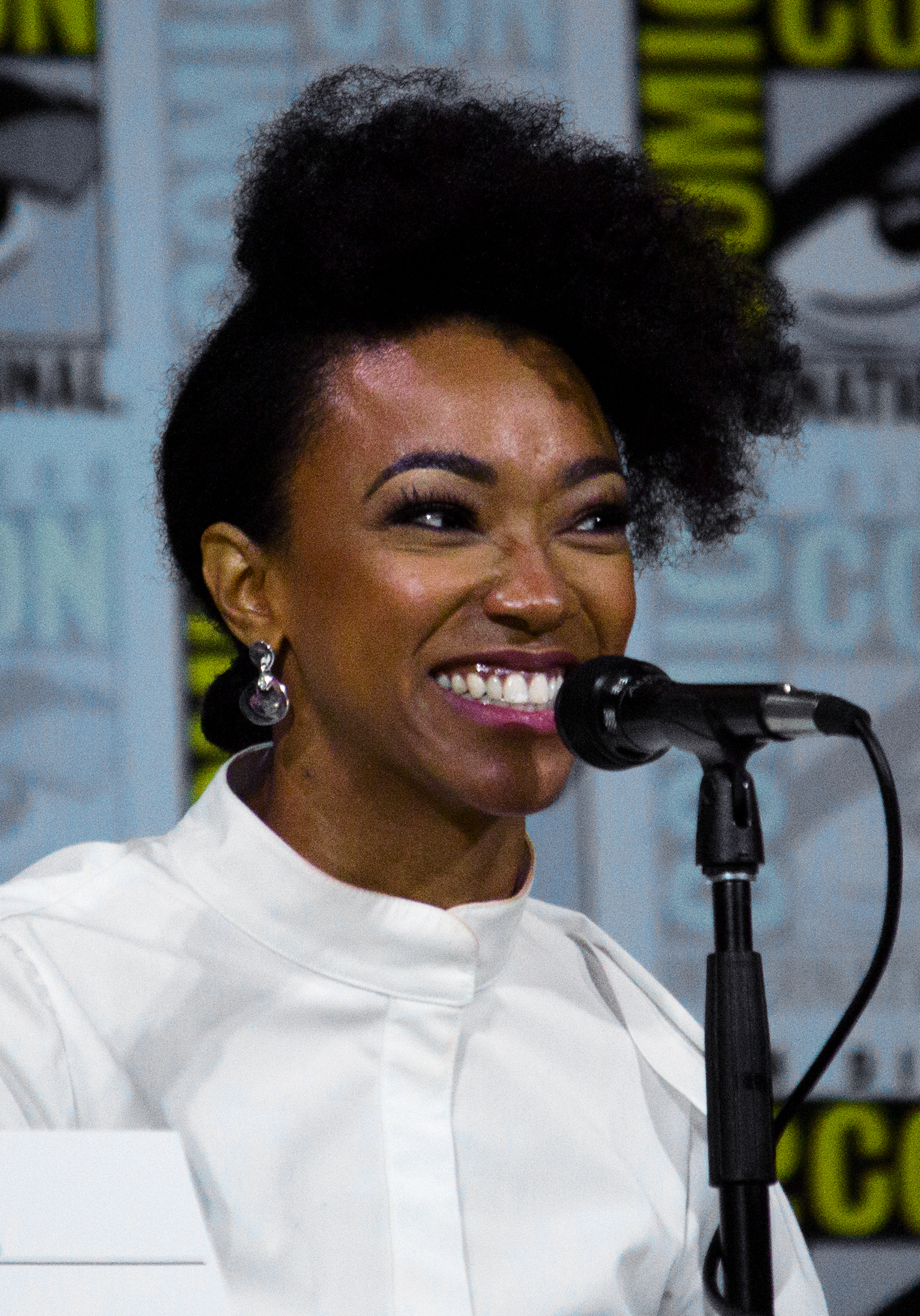
سكونيا مارتن جرين تلعب دور مايكل برنهام

## الإصدار
| الموسم | الموسم | الحلقات                           | بثت في الأصل                      | بثت في الأصل   | مواعيد الإصدار دي في دي | مواعيد الإصدار دي في دي       | مواعيد الإصدار دي في دي |
| الموسم | الموسم | الحلقات                           | بثت أول مرة                       | آخر بثت        | المنطقة 1               | المنطقة 2                     | المنطقة 4               |
| ------ | ------ | --------------------------------- | --------------------------------- | -------------- | ----------------------- | ----------------------------- | ----------------------- |
| 1      | 15     | سبتمبر24 سبتمبر 2017 (2017-09-24) | فبراير11 فبراير 2018 (2018-02-11) | 13 نوفمبر 2018 | 19 نوفمبر 2018          | 28 نوفمبر / تشرين الثاني 2018 |                         |
| 2      | 13     | يناير17 يناير 2019 (2019-01-17)   | TBA                               | TBA            | TBA                     | TBA                           |                         |

## أعمال مبنثقة
في يونيو / حزيران 2018 ، بعد أن أصبح الصانع الوحيد للمسلسل،وقع كورتزمان عقدا لمدة خمس سنوات  مع شبكة سي بي اس التلفزيونية ،لتوسيع امتياز ستار تريك وصنع العديد من المسلسلات الجديدة, المسلسلات القصيرة, و مسلسلات الرسوم المتحركة.